# Flakstadøya
```

```

Flakstadøya (en norvégien : « l'île de Flakstad ») est une île de l'archipel des Lofoten, en Norvège.

## Géographie

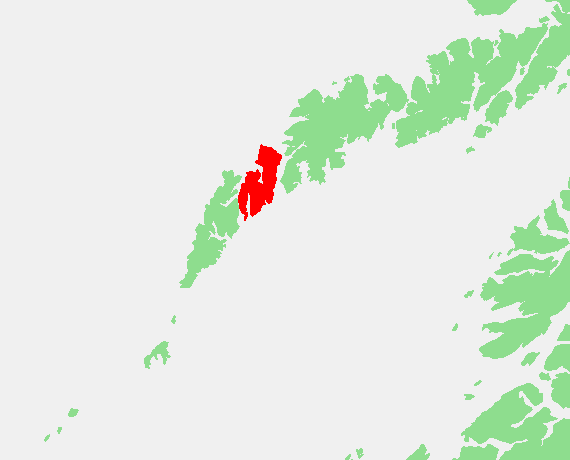
Localisation de Flakstadøya (en rouge) dans l'archipel des Lofoten.

Flakstadøya est située entre les îles de Vestvåg, à l'est, et de Moskenes, à l'ouest.
Avec une superficie de 109,8 km2, Flakstadøya est la 4e plus grande île des Lofoten, après Austvågøya (toutefois située à cheval sur les Vesterålen), Vestvågøya et Moskenesøya. Elle culmine à 931 m d'altitude au sommet du Stjerntinden.
Administrativement, Flakstadøya fait partie de la kommune de Flakstad. Le centre administratif de Flakstad est Ramberg ; les autres villages incluent Nusfjord, Sund, Vikten, Napp, et, sur l'ile de Moskenes, Fredvang et Krystad.

## Transport

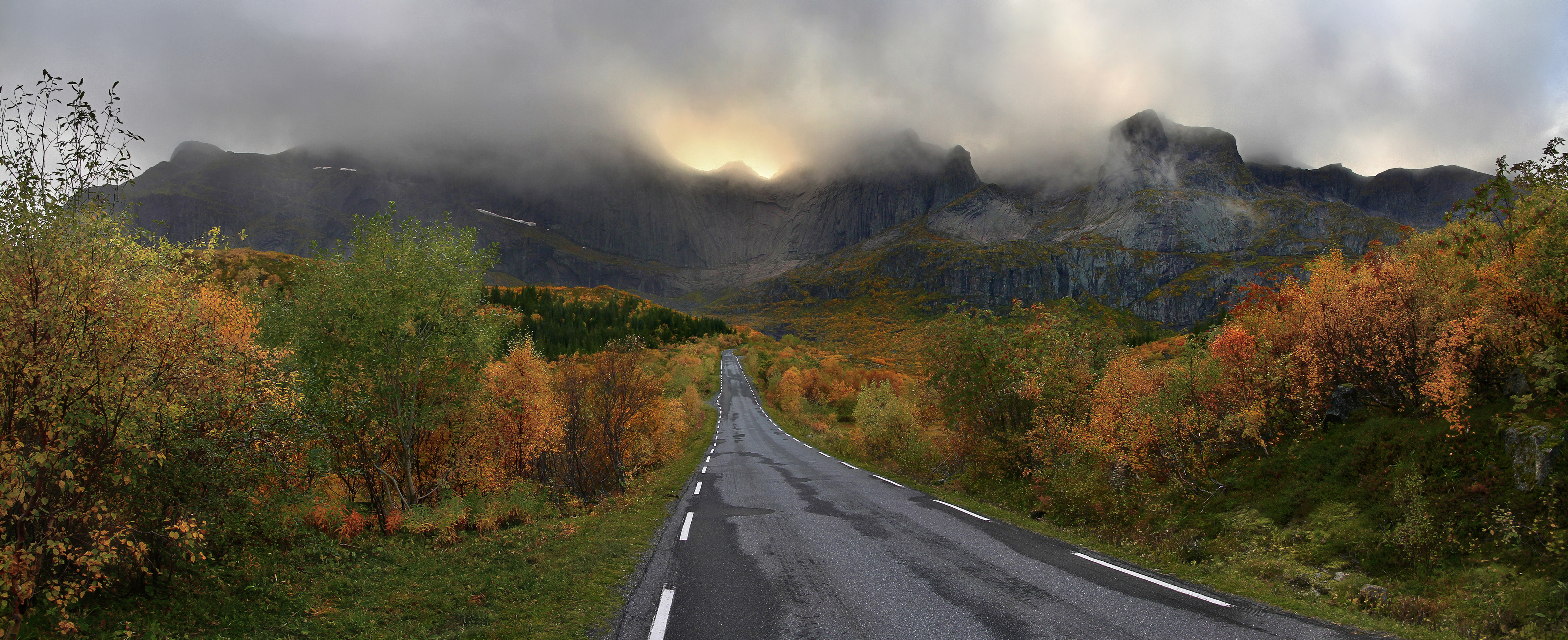
route de Nusfjord

Flakstadøya est reliée à Moskenesøya par le pont Kåkern, au sud-ouest, et à Vestvågøya par le tunnel sous le Nappstraum, au nord-est.